# HD현대중공업
HD현대중공업(HD 現代重工業)은 대한민국의 조선 회사로,HD현대의 자회사이다.

## 사업 부문
- 조선해양 사업부
- 특수선 사업부
- 엔진기계 사업부

## 연혁
- 1970년 12월 - 그리스 26만톤급 유조선 건조 계약
- 1972년 3월 - 조선소 기공
- 1974년 6월 - 조선소 준공 및 1·2호선
- 1976년 7월 - 사우디 주베일 산업항(OSTT)공사 계약
- 1985년 3월 - 현대중공업 건설장비 사업부 설립
- 1986년 11월 - 산업기술연구소 준공, 10억불 수출탑 수상
- 1992년 6월 - 방문객 누계 1천만명 돌파
- 1994년 6월 - 국내 최초 LNG선 인도
- 2000년 6월 - ISO 9001 통합인증
- 2000년 9월 - 선박용 디젤엔진 독자모델 현대힘센 엔진 개발
- 2007년 12월 - 100억불 수출탑 수상
- 2008년 5월 - 군산조선소 기공식, 태양전지 생산공장 준공(충북 음성)
- 2009년 12월 - 현대종합상사 인수
- 2010년 8월 - 현대오일뱅크 인수
- 2010년 9월 - 대형엔진 생산 1억마력 달성
- 2011년 1월 - 그린에너지사업본부 신설
- 2011년 4월 - 현대자원개발 설립
- 2012년 3월 - 선박 1억GT 달성
- 2017년 4월 - 현대로보틱스, 현대건설기계, 현대일렉트릭&에너지시스템, 현대그린에너지 분리
- 2019년 6월 - 기업 분할로 신규 설립 (지주회사명: 한국조선해양 주식회사, 사업회사명: 현대중공업 주식회사)
- 2023년 3월 - HD현대중공업으로 사명 변경

## 임원
회장
- 최길선 (2016년 ~ 2017년)

대표이사 회장
- 정주영 (1973년 ~ 1976년)
- 故 이춘림 (1982년 ~ 1987년)
- 정몽준 (1987년 ~ 1989년)
- 김형벽 (1999년 ~ 2002년)
- 민계식 (2010년 ~ 2011년)
- 이재성 (2013년 ~ 2014년)
- 최길선 (2014년 ~ 2016년)

대표이사 사장
- 김영주 (1976년 ~ 1978년)
- 故 이춘림 (1978년 ~ 1982년)
- 정몽준 (1982년 ~ 1987년)
- 박영욱 (1987년 ~ 1989년)
- 박재면 (1989년 ~ 1991년)
- 최수일 (1991년 ~ 1993년)
- 김정국 (1993년 ~ 1997년)
- 김형벽 (1998년)
- 조충휘 (1999년 ~ 2001년)
- 최길선 (2001년 ~ 2004년 / 2006년 ~ 2009년)
- 민계식 (2001년 ~ 2004년)
- 유관홍 (2004년 ~ 2005년)
- 이재성 (2009년 ~ 2013년)
- 김외현 (2013년 ~ 2014년)
- 권오갑 (2014년 ~ 2016년)
- 강환구 (2016년 ~ 2018년)
- 한영석 (2018년 ~ 2021년)
- 이상균 (2021년 ~ 현재)

## 경쟁사
- 한화오션
- 삼성중공업

## 같이 보기
- 뉴포트 뉴스 조선소 - 미국 최대의 조선소